# Koppar(II)klorid
Koppar(II)klorid eller koppardiklorid är ett salt av koppar och klor med den kemiska beteckningen CuCl2.

## Egenskaper
En lösning av koppardiklorid i vatten innehåller både katjonen [Cu(H2O)6]2+ och anjonen [CuCl4]2-. Den förstnämnda har en djup blå färg medan den andra är gul. Vilken färg lösningen har beror på temperaturen; Vid rumstemperatur är den blå, men vid 100 °C är den grön.
Koppar(II)klorid färgar lågor mörkgröna vid förbränning och är vattenlöslig.